# Justus Meier

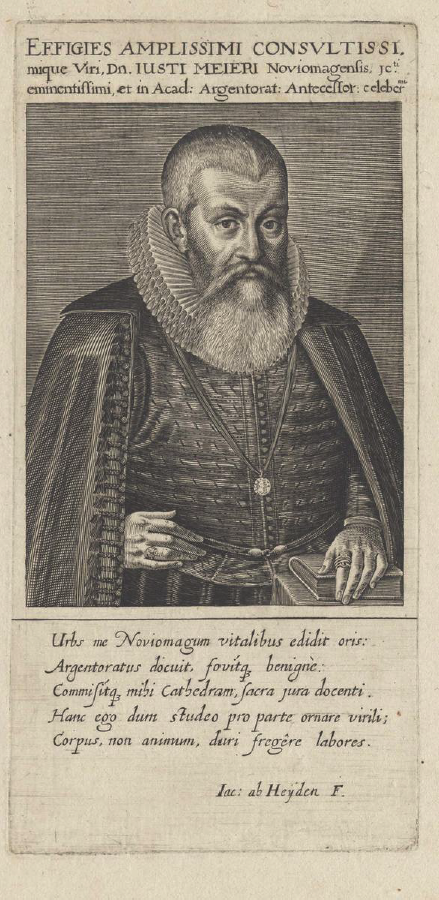
Justus Meier (Porträt von Jacob van der Heyden)

Justus Meier (auch Meyer und Mejer; * 1. August 1566 in Nijmegen; † 7. August 1622 in Straßburg) war ein deutscher Rechtswissenschaftler und Hochschullehrer.

## Leben
Meier war der Sohn des Münzmeisters Jesaias Meier, der aus Goslar stammte. Als lutherische Familie mussten sie 1569 Nijmegen verlassen. Sie lebten in Goslar, Oberursel, da sein Vater dort als Münzmeister tätig werden konnte, kehrten kurzzeitig wieder nach Nymwegen zurück, bevor sie abermals fliehen mussten, nun nach Friedberg, Köln und Emmerich. Ab 1580 konnte er das Straßburger Gymnasium besuchen, musste diese Zeit allerdings zeitweise in Pfalzburg verbringen, bevor die Familie nach Straßburg übersiedelte. Anschließend nahm er ein Studium an der Straßburger Akademie auf. Das philosophische Studium schloss er 1585 als Bakkalaureus, 1587 als Magister der Philosophie ab. Anschließend nahm er das Studium der Rechtswissenschaft, insbesondere unter Georg Obrecht auf. Dieses setzte er bis 1593 an der Universität Helmstedt bei Johannes Borcholten fort. Nach Straßburg zurückgekehrt wurde sein juristisches Studium durch Dionysius Gothofredus beeinflusst. Mit Erlaubnis der Straßburger Hochschule durfte er Privatvorlesungen halten.
Meier nahm aus finanziellen Gründen 1601 eine Stellung als Hofmeister an und lebte mit seinen Zöglingen in Poitiers und Orléans, bereiste unter anderem England und das heutige Belgien. 1604 kehrte er nach Straßburg zurück. Dort wurde ihm die Professur der Institutionen übertragen. Am 2. Januar 1605 wurde er in Basel zum Doktor der Rechte promoviert. Er erlangte schnell das Vertrauen seiner Kollegen und wurde zum Syndikus sowie für mehrere Jahre zum Visitator der Hochschule gewählt. Zudem wurde er Kanoniker des Thomasstiftes. An der Hochschule stand er 1610 als Dekan der Philosophischen Fakultät und 1611 als Rektor der Hochschule vor. Meier erhielt 1612 die Professur der Pandekten und 1619 die Stelle als Ordinarius des Codex und des Lehnrechts.
Meier war 1621, als die Hochschule zur Universität Straßburg erhoben wurde, Dekan der Juristischen Fakultät. Unter seiner Leitung fand die erste Promotion an der Straßburger Universität statt. Er galt als streng religiös.

## Werke (Auswahl)
- Centuria quaestionum miscellarum iuris, Basel 1606.
- Quæstionum Miscellanearum Theorico-Practicarum, ex libro primo Pandectarum Iuris Civilis desumtarum Centuriæ Duæ, Bertram, Straßburg 1611.
- Pandectae Universi Iuris Civilis: Sive Collegium Iuridicum Argentoratense, 2 Bände, Verlag Lazarus Zetzner, Straßburg 1616–1617.
- Disputatio De Rei Feudalis Vindicatione, Heyden, Straßburg 1619.
- Juris Publici Quaestio Capitalis, Sintne Protestantes Jure Caesareo Haeretici, Zetznerus, Straßburg 1623. (1634 durch die römisch-katholische Glaubenskongregation auf den Index gesetzt)[1]